# 요제프 폰 아이헨도르프 남작
요제프 카를 베네딕트 폰 아이헨도르프 남작(Joseph Karl Benedikt Freiherr von Eichendorff, 1788년 3월 10일 ~ 1857년 11월 26일)는 독일의 시인이자 소설가이다.
프로이센 왕국의 지배하에 있던 라티보르(현재의 폴란드 라치부시) 근처에 있던 루보비츠성에서 태어났다. 후기 낭만주의에 속하는 시인이며, 슐레겐의 귀족 출신으로 가톨릭 교도이다. 대학에서 법률을 배우면서 슐레겔, 브렌타노 등의 낭만주의자들과 교제를 가졌다. 대 나폴레옹 전쟁에서는 국방군으로 가담하였으며 1844년까지 상급관리로서 근무하였다. 그의 서정시는 다른 낭만파 시인에 비해 기교가 덜하며, 민요로부터 영향을 받은 간명하고 소박한 격조 (格調) 로, 부르기 쉬운 음악적 어구로 되어 있다. 〈월야(月夜)〉, 〈망가진 반지〉등 그의 시는 많은 작곡가에 의해 가곡으로 만들어져 있다.
또한 온화한 기독교의 신앙을 노래한 것도 많다. 산문으로는 〈명랑한 방랑아〉(1826년) 가 대표작이다. 자유롭고 몽상적인 방랑을 계속하면서 이탈리아로 여행을 떠난 밀가루 상점의 청년을 주인공으로 하여 자연에 대한 낙천적 애정을 노래하는 이 작품은 낭만주의 문학 중에서 청춘 문학의 대표작이다. 또 장편소설 《예감과 현재》(1815년)는 교양소설의 한가지로서 청년의 정신적 성장을 주제로 하고 있다.

## 같이 보기
- 독일 낭만주의